# La Frette (Saona e Loira)
La Frette è un comune francese di 214 abitanti situato nel dipartimento della Saona e Loira nella regione della Borgogna-Franca Contea.

## Società

### Evoluzione demografica
Abitanti censiti